# Алафранга
Алафра̀нгата е декоративна ниша в интериора на българската възрожденска къща. Тя е част от прехода от традицията към модерността в градската архитектура през Възраждането – „по френски маниер“.
Най-често е засводена и има полукръгъл план. В България се изграждат алафранги в представителните помещения на по-богатите къщи от XIX в. Характеризират се с изящество, многоетажност, богата декорация и големи размери. Може да бъде самостоятелен обект или част от стената с долапите. Често са изписани картини с ловни сцени, пейзажи, изгледи от големи градове, като Цариград или Йерусалим. Някои от алафрангите са с барокови елементи – дантелени завеси, растителни мотиви, изящни вази с цветя, а други са напълно изчистени. Използвани са различни художествени стилове – ренесанс, класицизъм, барок, рококо.
Основата на алафрангата е с кобилична форма. Тя излиза пред стената и служи за поставяне на различни предмети, като свещници, газени лампи, вази.
Добре запазени са алафрангите в къщите на Недкович и Хиндлиян в Пловдив, Ослековата и Лютовата къща в Копривщица, Маринкевата къща в Сливен, в Карлово, Казанлък и др.